# Gmina Rečica ob Savinji
Rečica ob Savinji – gmina w Słowenii. W 2002 roku liczyła 2300 mieszkańców.

## Miejscowości
Miejscowości wchodzące w skład gminy Rečica ob Savinji:

- Dol-Suha,
- Grušovlje,
- Homec,
- Nizka,
- Poljane,
- Rečica ob Savinji – siedziba gminy,
- Spodnja Rečica,
- Spodnje Pobrežje,
- Šentjanž,
- Trnovec,
- Varpolje,
- Zgornje Pobrežje